# Термітне зварювання

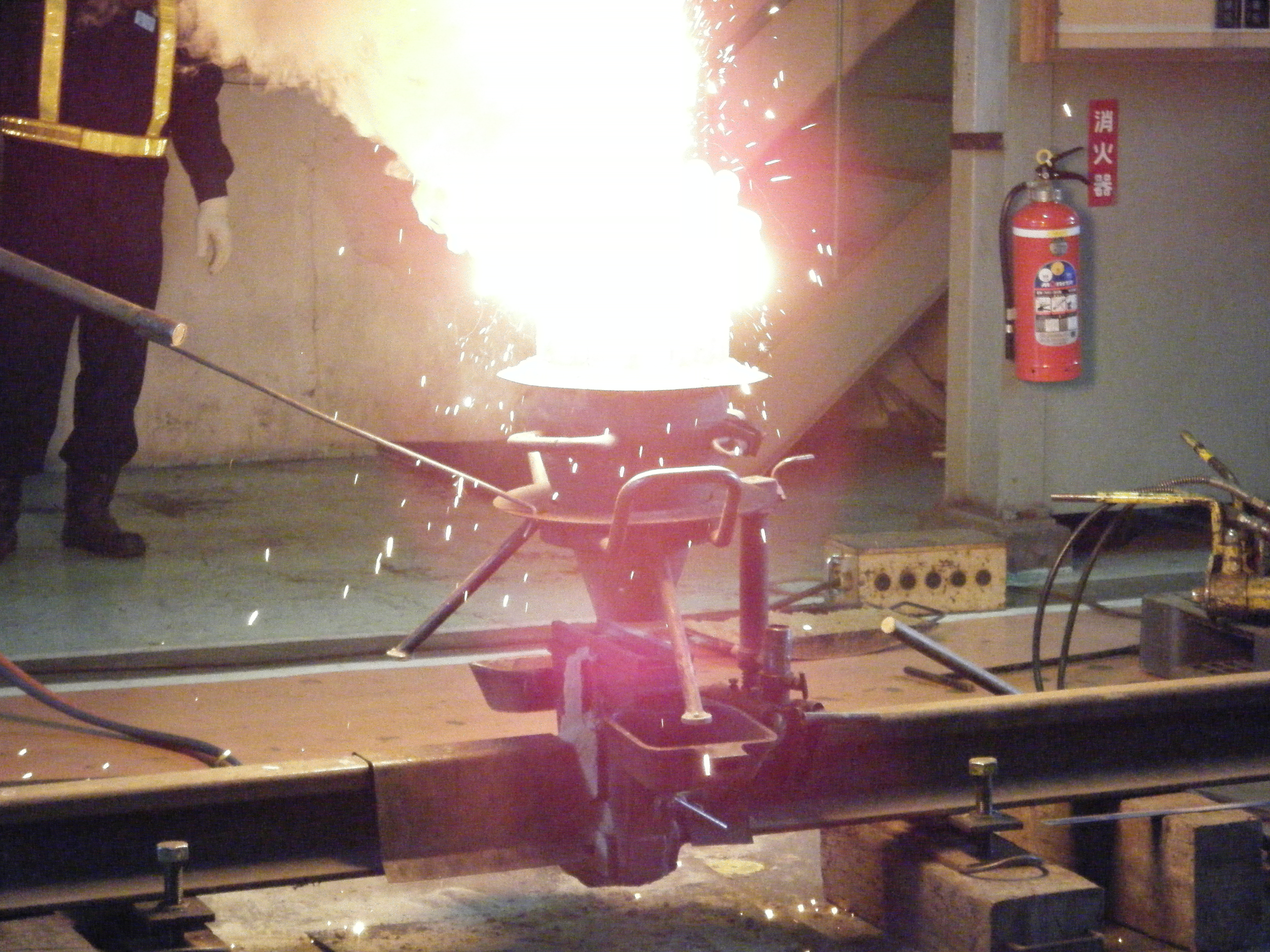
Процес термітного зварювання залізничних рейок

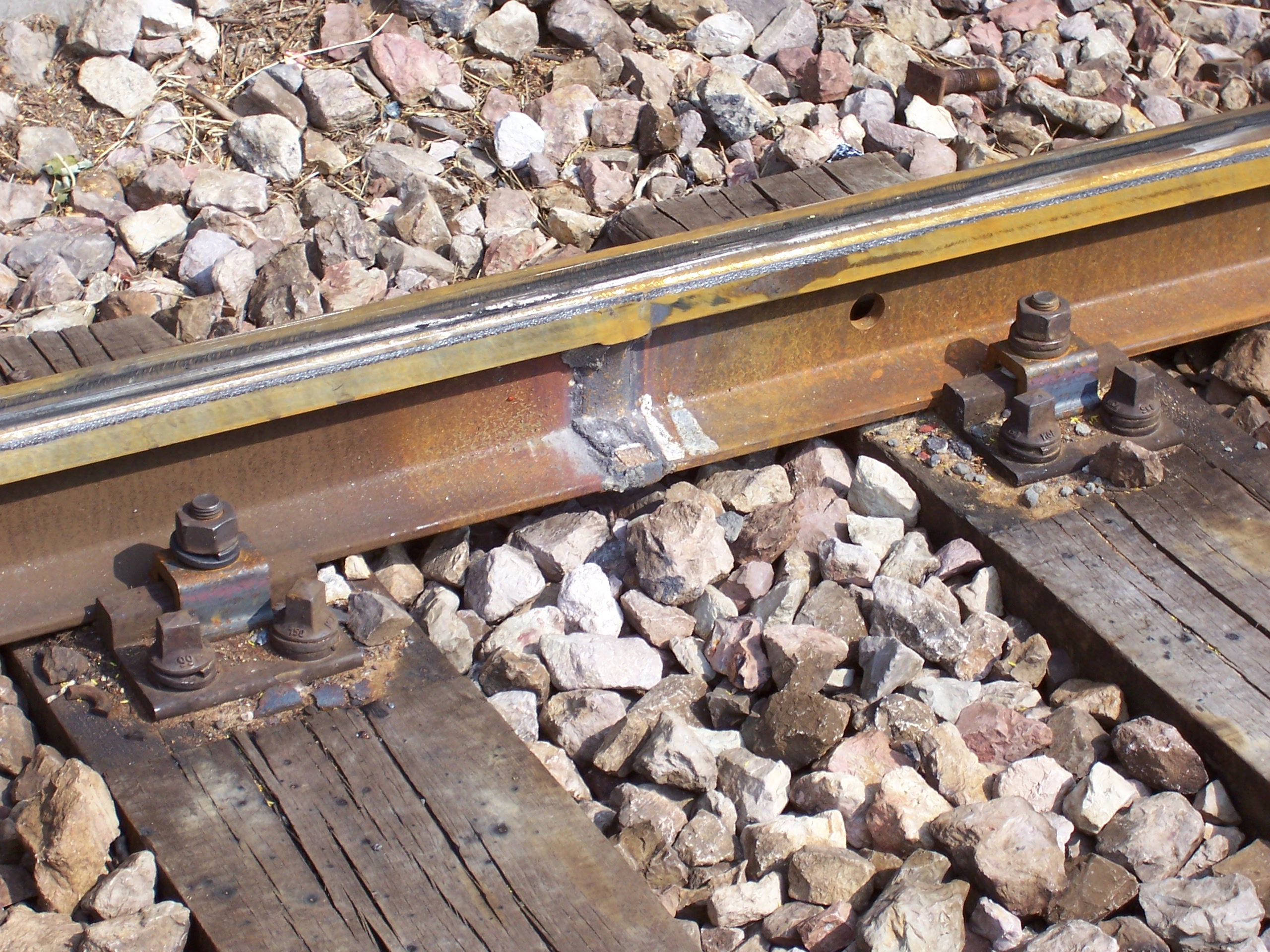
Зварне з'єднання, отримане термітним зварюванням (після зачищення)

Термі́тне зва́рювання — зварювання, у процесі якого нагрівання та плавлення з'єднуваних заготовок здійснюють теплом хімічної реакції порошкоподібної термітної суміші з подальшим стисненням заготовок і без нього.
Зварювання цього виду виконують за допомогою терміту — порошкової суміші алюмінію з залізною окалиною. Алюміній згорає, і при цьому виділяється оксид алюмінію та залізо. Алюмінієвий терміт широко використовують для зварювання рейок на трамвайних і залізничних коліях, стрижнів і валів великого діаметра.
Магнієвий терміт застосовують для зварювання сталевих проводів зв'язку, причому зварювальні кінці не оплавляються, а процес зварювання відбувається в пластичному стані при стисканні. При температурному зварюванні використовують спеціальні тиглі для спалювання терміту. Термітну суміш підпалюють спеціальними термітними сірниками (магнієвий терміт). Суміш горить за рахунок кисню окалини і не потребує кисню повітря. Горіння відбувається рівномірно, без вибухів, температура досягає 3000°С і вище. В тиглі від згоряння терміту утворюються розплавлений метал і шлак, які через отвір на дні тигля виливають у заформоване і попередньо нагріте місце зварювання. Розплавлений метал підігріває кромки металу до розплавлення, а після охолодження утворює шов. Роз'ємну форму знімають, а шлак зачищають. Для збільшення кількості наплавленого металу в терміт додають до 50 % сталевої стружки, цвяхів, а для легування — феросплави. При з'єднанні рейки складають із зазором, а кінці розміщують у роз'ємній вогнетривкій формі. Потім з тигля заливають рідкий терміт. Після розігрівання торці рейок стискають спеціальним пресом. У цьому випадку термітне зварювання відноситься до зварювання плавленням із застосуванням тиску.
Розрізняють:
- термітне зварювання способом проміжного лиття (з'єднання відбувається заповненням зазору між деталями розплавленим металом; використовується при виготовленні зварно-ливарних та зварно-кованих конструкцій великого перетину);
- термітне зварювання в притик (теплота шлаку та розплавленого металу витрачається для нагріву металу деталей, що зварюються до пластичного стану, а з'єднання здійснюється прикладенням стискального зусилля; використовується для зварювання труб, дротів, рейок тощо)
- комбінований спосіб термічного зварювання (для зварювання залізничних рейок).

Технологію термітного зварювання почали масово застосовувати у Німеччині на початку 1950-х років при заміні рейкового полотна трамвая у містах. Згодом дану технологію застосовували для звалювання рейок на залізниці.